# Kingsbury (Québec)
Pour les articles homonymes, voir Kingsbury.
Kingsbury est une municipalité de village du Québec située dans la MRC du Val-Saint-François en Estrie.

## Toponymie
Nommé pour honorer Charles King, entrepreneur forestier à l'emploi de la Clark and Company, vers 1860.

## Histoire
Le village de Kingsbury fut légalement constitué en juillet 1896. Pour sa part, le village voisin de New Rockland qui était reconnu pour son importante mine d'ardoise sera annexé à Kingsbury en 1920. ».

## Économie
Kingsbury, ou plus précisément le village voisin de New Rockland qui y fut annexé, est connu pour sa carrière d'ardoise et l'importante industrie qui s'y est développé pendant le XIXe siècle. Des hommes furent alors recrutés du pays de Galles et des Cornouailles pour venir travailler à la carrière où de l'ardoise de première qualité était extraite et envoyée pensuite partout dans le monde. La carrière est encore visible de nos jours mais les bâtiments, les trains et les voies ferrées ont disparu.

## Géographie
Située à 10 km au sud de Richmond, enclavée dans la municipalité du Canton de Melbourne, le village de Kingsbury est traversé par la rivière au Saumon.
La route principale de Kingsbury rejoint à l'ouest la route 243 qui rencontre l'autoroute Joseph-Armand-Bombardier au nord.

## Démographie
| 1991 | 1996 | 2001 | 2006 | 2011 | 2016 | 2021 |
| ---- | ---- | ---- | ---- | ---- | ---- | ---- |
| 154  | 157  | 141  | 99   | 148  | 138  | 142  |

## Administration
Les élections municipales se font en bloc pour le maire et les six conseillers.
| Kingsbury Maires depuis 2001                                                                                         |                   |         |          |
| Élection | Maire             | Qualité | Résultat |
| 2001 | Jean Dandurand    |         | Voir     |
| 2005 | Jean Dandurand    | Voir    |          |
| 2009 | Jean Dandurand    | Voir    |          |
| 2013 | Pierre-Luc Gagnon |         | Voir     |
| 2017 | Martha Hervieux   |         | Voir     |
| 2021 | Martha Hervieux   | Voir    |          |
| Élection partielle en italique Depuis 2005, les élections sont simultanées dans toutes les municipalités québécoises |                   |         |          |